# 第24裝甲師 (德國國防軍)
第24装甲师（德語：24. Panzer-Division）是二战期间德国国防军的一支部队，于1941年底由驻扎在柯尼斯堡的第1骑兵师组建而成，建立於奧得河畔法蘭克福。
该师从1942年6月到1943年1月在东线作战，并在斯大林格勒战役中被全部摧毁。经过重整，它于1943年末再次返回东线，并一直留在那里直到1945年5月向苏联军队投降。

### 文獻
- Mitcham, Samuel W. . Mechanicsburg: Stackpole Books. 2000. ISBN 978-0-8117-3353-3.
- Stoves, Rolf.  [The armoured and motorised German divisions and brigades 1935–45]. Bad Nauheim: Podzun-Pallas Verlag. 1986. ISBN 3-7909-0279-9.
- Panzers at war, A J Barker, 1978
- Death of the Leaping Horseman, Jason D Mark, 2002